# LINA
LINA – oprogramowanie typu open source umożliwiające kompilowanie i uruchamianie programów na wielu systemach operacyjnych w tym na Windowsie, Macu, Linuksie i Solarisie. Według twórców ma on umożliwiać szybkie tworzenie aplikacji oraz prostych instalatorów na dowolny system operacyjny (od razu po przetestowaniu jej pod Linuksem).
LINA funkcjonuje podobnie jak maszyna wirtualna osadzając system operacyjny gościa w macierzystym systemie. Dzięki temu program skompilowany przy użyciu narzędzi wchodzących w skład pakietu LINA, ma funkcjonować analogicznie jak aplikacja stworzona pod macierzystym systemem operacyjnym.